# Pippa Scott
Pippa Scott, nata Philippa Scott (Los Angeles, 10 novembre 1935 – Santa Monica, 22 maggio 2025), è stata un'attrice statunitense.

## Carriera

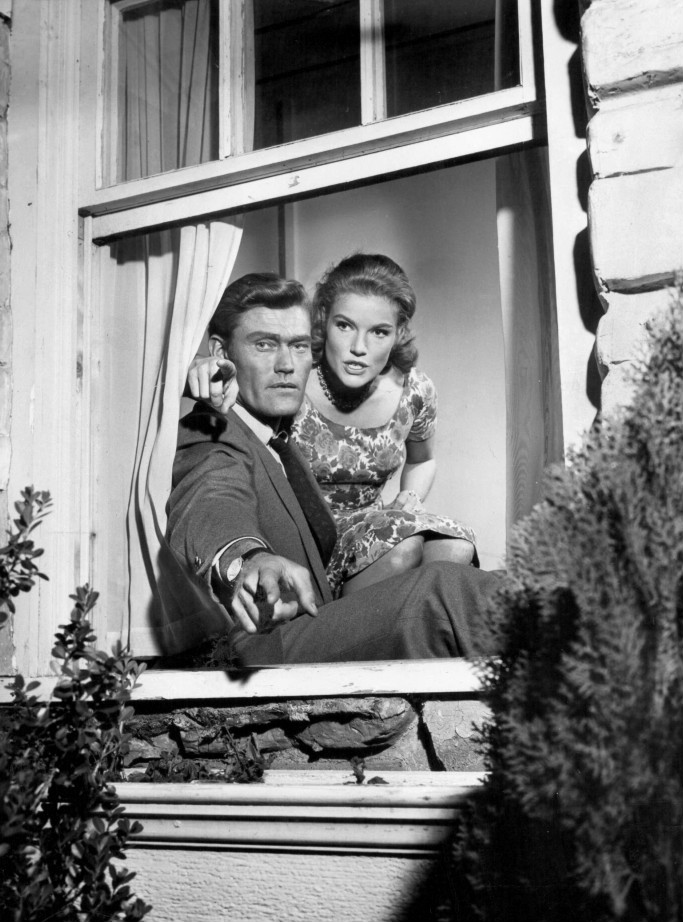
Foto pubblicitaria con Chuck Connors nella serie June Allyson Show (1960)

Figlia dello sceneggiatore Allan Scott e nipote dello sceneggiatore Adrian Scott, è stata sposata con Lee Rich, socio fondatore della Lorimar Productions.
La Scott frequentò il Radcliffe College, la University of California e studiò recitazione alla Royal Academy of Dramatic Art in Inghilterra. Nel 1956, poco dopo il suo ritorno negli Stati Uniti, vinse un Theatre World Award per il suo debutto a Broadway in Child of Fortune. Firmò un contratto con la Warner Bros. e debuttò al cinema nel film Sentieri selvaggi (1956), in cui interpretò il ruolo di Lucy Edwards.
Negli anni seguenti apparve poi in varie serie televisive tra cui Gomer Pyle, U.S.M.C., Maverick, Mr. Lucky, The DuPont Show with June Allyson e altre. Nel 1962-1963, apparve nella prima stagione della serie della NBC Il virginiano, interpretata da James Drury e Doug McClure, nel ruolo della giornalista ed editrice Molly Wood.
In quegli anni prese parte a vari film, tra cui La signora mia zia (1958) di Morton DaCosta, Petulia (1968) di Richard Lester e Some Kind of a Nut (1969) di Garson Kanin. Il suo ultimo ruolo cinematografico di rilievo fu quello della moglie del personaggio interpretato da Dick Van Dyke nella commedia Una scommessa in fumo (1971) di Norman Lear. Successivamente apparve in maniera sporadica sulle scene, interpretando personaggi minori durante gli anni settanta e ottanta, in particolare in serie televisive.
Fondò la Linden Productions, una casa di produzione con la quale sviluppò alcuni documentari su conflitti e violenze etniche.

## Filmografia

### Cinema
- Sentieri selvaggi (The Searchers), regia di John Ford (1956)
- La signora mia zia (Auntie Mame), regia di Morton DaCosta (1958)
- Noi giovani (As Young As We Are), regia di Bernard Girard (1958)
- My Six Loves, regia di Gower Champion (1963)
- Il tesoro del santo (The Confession), regia di William Dieterle (1964)
- For Pete's Sake, regia di James F. Collier (1966)
- Petulia, regia di Richard Lester (1968)
- Some Kind of a Nut, regia di Garson Kanin (1969)
- Una scommessa in fumo (Cold Turkey), regia di Norman Lear (1971)
- 24 dicembre 1975 fiamme su New York (Terror on the 40th Floor), regia di Jerry Jameson (1974)
- The Sound of Murder, regia di Michael Lindsay-Hogg (1982)
- Footprints, regia di Steven Peros (2009)
- Automotive, regia di Tom Glynn (2013)

### Televisione
- Your Play Time – serie TV, 1 episodio (1955)
- Producers' Showcase – serie TV, 1 episodio (1957)
- Maverick – serie TV, episodio 3x10 (1959)
- General Electric Theater – serie TV, episodio 7x29 (1959)
- Mr. Lucky – serie TV, 8 episodi (1959-1960)
- Avventure in paradiso (Adventures in Paradise) – serie TV, 4 episodi (1959-1962)
- Hong Kong – serie TV, episodio 1x13 (1960)
- Ai confini della realtà (The Twilight Zone) – serie TV, episodio 2x09 (1960)
- The Aquanauts – serie TV, episodio 1x06 (1960)
- The Alaskans – serie TV, episodio 1x34 (1960)
- June Allyson Show (The DuPont Show with June Allyson) – serie TV, episodio 1x20 (1960)
- Outlaws – serie TV, episodi 1x07-1x08-2x12 (1960-1961)
- Have Gun - Will Travel – serie TV, episodio 4x37 (1961)
- Thriller – serie TV, episodio 1x30 (1961)
- Carovana (Stagecoach West) – serie TV, episodio 1x13 (1961)
- Gunsmoke – serie TV, 2 episodi (1961-1971)
- Il virginiano (The Virginian) – serie TV, 6 episodi (1962)
- The United States Steel Hour – serie TV, 1 episodio (1962)
- Follow the Sun – serie TV, episodio 1x29 (1962)
- Bus Stop – serie TV, episodio 1x23 (1962)
- Il dottor Kildare (Dr. Kildare) – serie TV, 1 episodio (1962)
- The Tall Man – serie TV, 1 episodio (1962)
- Redigo – serie TV, 1 episodio (1963)
- Perry Mason – serie TV, 2 episodi (1963-1966)
- Il reporter (The Reporter) – serie TV, episodio 1x11 (1964)
- Gomer Pyle, U.S.M.C. – serie TV, 1 episodio (1964)
- Carovane verso il West (Wagon Train) – serie TV, 1 episodio (1964)
- Il fuggiasco (The Fugitive) – serie TV, 1 episodio (1964)
- Ben Casey – serie TV, 3 episodi (1964-1965)
- The Crisis (Kraft Suspense Theatre) – serie TV, 1 episodio (1965)
- Gli inafferrabili (The Rogues) – serie TV, episodio 1x19 (1965)
- Squadra speciale anticrimine (The Felony Squad) – serie TV, episodio 1x06 (1966)
- Polvere di stelle (Bob Hope Presents the Chrysler Theatre) – serie TV, 2 episodi (1966)
- The Dick Van Dyke Show – serie TV, 1 episodio (1966)
- Le spie (I Spy) – serie TV, 1 episodio (1967)
- La pattuglia del deserto (The Rat Patrol) – serie TV, 1 episodio (1967)
- Il ladro (T.H.E. Cat) – serie TV, 1 episodio (1967)
- I forti di Forte Coraggio (F Troop) – serie TV, 1 episodio (1967)
- Tarzan – serie TV, episodio 1x17 (1967)
- Tre nipoti e un maggiordomo (Family Affair) - serie TV, episodio 2x30 (1968)
- Al banco della difesa (Judd for the Defense) – serie TV, 1 episodio (1968)
- Sui sentieri del West (The Outcasts) – serie TV, episodio 1x22 (1969)
- The Outsider – serie TV, episodio 1x15 (1969)
- Lancer – serie TV, episodio 2x20 (1970)
- Longstreet – serie TV, 1 episodio (1971)
- Love, American Style – serie TV, 1 episodio (1971)
- Mary Tyler Moore Show – serie TV, 1 episodio (1971)
- Sarge – serie TV, 1 episodio (1971)
- Lo sceriffo del sud (Cade's County) – serie TV, 1 episodio (1971)
- Medical Center – serie TV, 1 episodio (1971)
- Uomini di legge (Storefront Lawyers) – serie TV, 1 episodio (1971)
- Mannix – serie TV, 2 episodi (1971-1975)
- A tutte le auto della polizia (The Rookies) – serie TV, 1 episodio (1972)
- Missione impossibile (Mission: Impossible) – serie TV, 1 episodio (1972)
- My Sister Hank – film TV (1972)
- Difesa a oltranza (Owen Marshall: Counselor at Law) – serie TV, 1 episodio (1972)
- Barnaby Jones – serie TV, 1 episodio (1973)
- Colombo (Columbo) – serie TV, episodio 2x05 (1973)
- Una famiglia americana (The Waltons) – serie TV, 1 episodio (1973)
- Bad Ronald – film TV (1974)
- Le strade di San Francisco (The Streets of San Francisco) – serie TV, episodio 3x06 (1974)
- Ironside – serie TV, 2 episodi (1974)
- Giovani cowboys (The Cowboys) – serie TV, 1 episodio (1974)
- Cannon – serie TV, 1 episodio (1974)
- Matt Helm – serie TV, 1 episodio (1975)
- Kolchak: The Night Stalker – serie TV, 1 episodio (1975)
- Ultimo indizio (Jigsaw John) – serie TV, 15 episodi (1976)
- Popi – serie TV, 1 episodio (1976)
- Nel tunnel dei misteri con Nancy Drew e gli Hardy Boys (The Hardy Boys/Nancy Drew Mysteries) – serie TV, 1 episodio (1977)
- Mai dire sì (Remington Steele) – serie TV, 1 episodio (1984)

## Doppiatrici italiane
Nelle versioni in italiano delle opere in cui ha recitato, Pippa Scott è stata doppiata da:
- Flaminia Jandolo in Sentieri selvaggi
- Fiorella Betti in La signora mia zia